# Tyskholmen
Tyskholmen ist eine unbewohnte Schäreninsel im Borgundfjord in Norwegen und gehört zur Gemeinde Ålesund der norwegischen Provinz Møre og Romsdal.
Sie liegt nahe dem nördlichen Ufer des Fjords unmittelbar vor der Einfahrt in den Hafen von Ålesund. Nordöstlich liegt die größere Insel Hundsvær, südwestlich ist die kleine Schäreninsel Tyskholmrumpa vorgelagert.
Die felsige Insel hat eine Südwest-Nordost-Ausdehnung von etwa 250 Metern bei einer Breite von bis ungefähr 60 Metern. Sie erreicht eine Höhe von bis zu acht Metern. Sie ist mit einigen Büschen bewachsen.
Der Name Tyskholmen bedeutet im Deutschen etwa Deutsche Insel und soll auf einen deutschen Kaufmann zurückgehen, dem auch diese Insel gehörte. Im Juli 2014 kam es etwas südlich von Tyskholmen zu einem Bootsunglück zwischen einem Schlepper und einem kleineren Boot, bei dem ein Mann starb.